# Vancouverski NLO incident
Vancouverski NLO incident, naziv za slučaj navodnog viđenja NLO-a u veljači 2011. godine na području kanadskog grada Vancouvera. Viđenja su se dogodila 20. i 21. veljače 2011. godine i bila su prijavljena policijskim službenicima, koji su o njima obavijestili i Nacionalnu središnjicu za prijavu NLO-a u Seattleu.
Izvještaji govore o pojavi zelenih i crvenih svjetala u 19:00 sati u urbanom području Vancouvera. Prema izjavi očevidaca, leteći tanjur je bešumno lebdio nekoliko minuta iznad grada.